# Рефрижератор розчинення

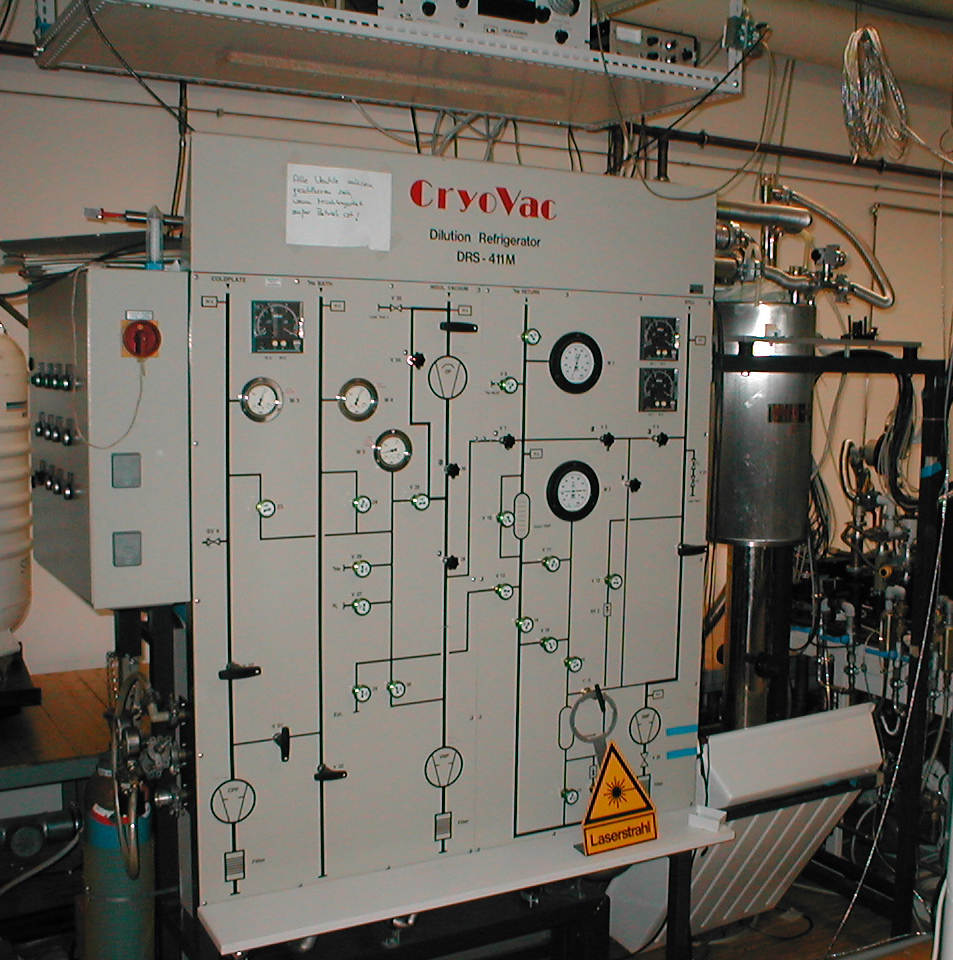
Рефрижератор розчинення

Рефрижератор розчинення — кріогенний пристрій, вперше запропонований Гайнцом Лондоном. У процесі охолодження використовується суміш двох ізотопів гелію: 3He і 4He. При охолодженні нижче 700 мК суміш зазнає самовільного розділення фаз, утворюючи фази: багату на 3He і багату на 4He.
Як і при охолодженні випаровуванням, для перенесення атомів 3He з фази, багатої на 3He, у фазу, багату на 4He, потрібна енергія. Якщо змусити атоми 3He безперервно перетинати межу поділу фаз, суміш буде ефективно охолоджуватися. Оскільки фаза, багата на 4He, не може містити менше ніж 6 % 3He, навіть при абсолютному нулі температури в рівновазі, рефрижератор розчинення може бути ефективним при дуже низьких температурах. Ємність, у якій відбувається цей процес, називається змішувальною камерою.
Найбільш просте застосування — «одноразовий» рефрижератор розчинення. В одноразовому режимі великий обсяг 3He поступово переміщується через межу поділу фаз у фазу, багату на 4He. Коли весь запас 3He виявляється у фазі, багатій на 4He, рефрижератор не може продовжувати роботу.
Значно частіше рефрижератори розчинення працюють у безперервному циклі. Суміш 3He / 4He зріджується в конденсаторі, під'єднаному через дросель до області змішувальної камери, багатої на 3He. Атоми 3He, проходячи через межу поділу фаз, відбирають енергію у системи. Далі слід розрізняти рефрижератори розчинення з зовнішнім і з внутрішнім відкачуванням. У першому випадку пара 3He відкачується високовакуумним насосом (турбомолекулярним або дифузійним). У другому — сорбційним насосом. Рефрижератори розчинення з зовнішнім відкачуванням забезпечують більшу потужність, однак потребують більшої кількості 3He. Відкачаний 3He, іноді очищений, повертається в конденсатор.
Рефрижератори розчинення з безперервним циклом зазвичай використовуються в низькотемпературних фізичних експериментах.

## Охолоджувальна потужність
Охолоджувальна потужність (у ватах) у змішувальній камері може бути приблизно розрахована за такою формулою:
{\displaystyle {\dot {Q}}_{m}\ \mathrm {[W]} =({\dot {n}}_{3}\ \mathrm {[mol/s]} )\left[95(T_{m}\ \mathrm {[K]} )^{2}-11(T_{i}\ \mathrm {[K]} )^{2}\right]}
де {\displaystyle {\dot {n}}_{3}} — швидкість циркуляції 3He, Tm — температура у змішувальній камері, і Ti — температура 3He при попаданні у змішувальну камеру. В разі, якщо теплове навантаження дорівнює нулю, є фіксоване співвідношення між двома температурами:
{\displaystyle T_{m}={\frac {T_{i}}{2.8}}.}
З цього співвідношення видно, що низька Tm може бути досягнута, тільки якщо Ti також мала. В рефрижераторі розчинення остання зменшується за допомогою теплообмінників. Однак, за дуже низьких температур це стає доволі складним через так званий опір Капіци. Це тепловий опір на межі поділу між рідким гелієм і поверхнею теплообмінника. Він обернено пропорційний T4 і площі поверхні теплообміну A. Іншими словами: тепловий опір при збільшенні площі поверхні в 10,000 разів залишається таким самим, якщо температура зменшується в 10 разів. Таким чином, для отримання малого теплового опору за низької температури (нижче 30 мК) потрібна досить велика площа поверхні теплообмінника. На практиці для цього використовується дуже дрібнодисперсний срібний порошок. Вперше це було запропоновано професором Дж. Фроссаті в 1970 році. В даний час компанія, заснована ним, є провідним виробником рефрижераторів розчинення та іншої Hi-end холодильної техніки.

## Обмеження
Принципового обмеження мінімальної температури, досяжної в рефрижераторах розчинення, немає. Проте, температурний діапазон обмежується приблизно 2 мК з практичних міркувань: чим нижча температура рідини, яка циркулює, тим більша її в'язкість і теплопровідність. Для зменшення теплоти внутрішнього тертя у в'язкій рідині діаметри вхідного та вихідного патрубків камери змішування мають бути Tm−3, а для зменшення теплопередачі довжина труби повинна бути Tm−8. Це означає, що, для зниження температури в 2 рази, необхідно збільшити діаметр у 8 разів, а довжину — у 256 разів. Отже, обсяг повинен бути збільшений у 214=16384 раз. Іншими словами: кожен см3 при 2 мК вимагає 16,384 л на 1 мК. В результаті рефрижератор виявиться дуже великим і дуже дорогим. Для охолодження до температур нижче 2мК існує альтернатива: ядерне адіабатичне розмагнічування.